# Богданівка (Білицька селищна громада)
Богдані́вка — село в Україні, у Білицькій селищній громаді Полтавського району Полтавської області. Населення становить 2 осіб.

## Географія
Село Богданівка знаходиться за 1,5 км від місця злиття річок Кобелячка та Малий Кобелячок. На відстані 1 км розташовані села Чумаки та Шапки.

## Населення

### Мова
Розподіл населення за рідною мовою за даними перепису 2001 року:
| Мова       | Кількість | Відсоток |
| ---------- | --------- | -------- |
| українська | 2         | 100%     |

## Історія
12 червня 2020 року, відповідно до розпорядження Кабінету Міністрів України № 721-р «Про визначення адміністративних центрів та затвердження територій територіальних громад Полтавської області», село увійшло до складу Білицької селищної громади.
19 липня 2020 року, в результаті адміністративно - територіальної реформи та ліквідації  Кобеляцького району, село увійшло до складу новоутвореного Полтавського району.